# ستيفن زامورا
ستيفن زامورا هو لاعب كرة قدم إكوادوري، ولد في 20 أغسطس 1989 في غواياكيل في الإكوادور. لعب مع نادي ماكارا.